# كريس هيرمان
كريس هيرمان (بالإنجليزية: Chris Herrmann)‏ هو لاعب كرة قاعدة أمريكي، ولد في 24 نوفمبر 1987 في تومبول في الولايات المتحدة.

## وصلات خارجية
- كريس هيرمان على موقع دوري كرة القاعدة الرئيسي (الإنجليزية)
- كريس هيرمان على موقعبيزبول رفرنس.كوم (الدوري الرئيسي) (الإنجليزية)
- كريس هيرمان على موقعبيزبول رفرنس.كوم (الدوري الثانوي) (الإنجليزية)
- كريس هيرمان على موقع إي إس بي إن.كوم (أم.أل.بي) (الإنجليزية)
- كريس هيرمان على موقع مشجعي الرسوم البيانية (الإنجليزية)